# Kaja (kmenový svaz)

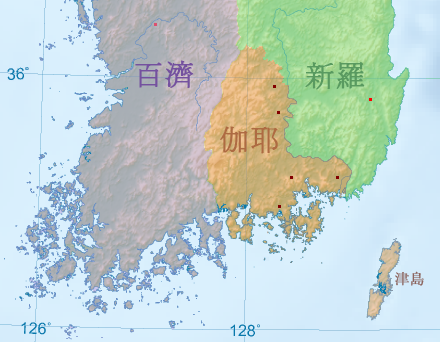
Poloha svazu Kaja ve střední části jihu Korejského poloostrova. Na západě hraničí s královstvím Päkče a na východě s královstvím Silla

Kaja (korejsky 가야) byl kmenový svaz na Korejském poloostrově, který existoval v letech 42 až 652 v jeho středojižní části v povodí Nakdongu. Na západě sousedil s královstvím Päkče a na východě s královstvím Silla, dvěma ze třech království Koreje.
Kaja se vyvinul z kmenového svazu Pjŏnhan, jednoho ze samhanských kmenových svazů. Vůdčí roli v něm zpočátku měl kmen Kŭmgwan Kaja sídlící v Kimhe a později kmen Tägaja sídlící v oblasti dnešního okresu Korjŏng. Od čtvrtého století se svaz rozpadal, ovšem království Silla jeho území úplně dobylo až v polovině šestého století.

### Související hesla
- Mohyly Kaja